# ワン・ステップ・ミュージック
ワン・ステップ・ミュージックは社団法人日本音楽事業者協会正会員の芸能事務所である。
有力芸能事務所バーニングプロダクション系列の事務所。

## 概要
- 男性、女性を問わずさわやかなタレントを育ててきた。
- 少数精鋭方針を貫いておりバーニンググループ内の移籍や関係者からの紹介が中心。
- 所属タレントの移籍が多く、独特のこだわりを感じさせる。

## 沿革
- 1977年設立
- 2009年運営停止

## 過去に所属していたタレント
- 浅野温子
- 賀来千香子
- 加藤香子
- 坂井真紀
- 川岡大次郎
- 小高早紀
- 渚まゆみ
- 伊阪達也
- 黒坂真美
- 森恵

## 過去に在籍した関係者
- 三浦泰史（ブルーエール社長）